# Dicliptera lanceolaria
Dicliptera lanceolaria är en akantusväxtart som först beskrevs av William Roxburgh, och fick sitt nu gällande namn av Saravanam Karthikeyan och Moorthy. Dicliptera lanceolaria ingår i släktet Dicliptera och familjen akantusväxter. Inga underarter finns listade i Catalogue of Life.